# Иркуль
Иркуль — посёлок в Северном районе Оренбургской области в составе Мордово-Добринского сельсовета.

## География
Находится на расстоянии примерно 30 километров по прямой на восток-северо-восток от районного центра села Северного.

## Население
Население составляло 80 человек в 2002 году (мордва 77%), 54 по переписи 2010 года.